# Rummel
Rummel – dukat lokalny, którego emisję rozpoczęto w lutym 2009 przez Urząd Miasta w Miastku w ramach akcji promocyjnej miasta w kraju i zagranicą. Nazwa upamiętnia legendarnego zbójnika Rummela.
Do tej pory monetę wyemitowano w dwóch seriach:
1. 20 lutego 2009 – 30 maja 2009 jako:
- 3 rummele (mosiądz) – 20 000 sztuk, średnica 22 mm, wartość 3 PLN, wymienialne, na awersie widnieje dzik;
- 4 rummele (mosiądz) – 20 000 sztuk, średnica 27 mm, wartość 4 PLN, wymienialne, na awersie widnieje dzik;
- 40 rummeli (srebro) – 500 sztuk, średnica 38,61 mm, wartość 260 PLN, niewymienialne, na awersie widnieje dzik;

2. 1 maja 2009 – 31 lipca 2009 jako:
- 3 rummele (mosiądz) – 20 000 sztuk, średnica 22 mm, wartość 3 PLN, wymienialne, na awersie widnieje lis;
- 4 rummele (mosiądz) – 20 000 sztuk, średnica 27 mm, wartość 4 PLN, wymienialne, na awersie widnieje lis;
- 40 rummeli (srebro) – 500 sztuk, średnica 38,61 mm, wartość 260 PLN, niewymienialne, na awersie widnieje lis;
- 7 rummeli (bimetal) – 15 000 sztuk, średnica 27 mm, wartość 7 PLN, wymienialne, na awersie widnieje dzik;
- 7 rummeli (bimetal) – 15 000 sztuk, średnica 27 mm, wartość 7 PLN, wymienialne, na awersie widnieje lis;

Producentem dukatów jest Mennica Polska S.A. Zaprojektowała je Dominika Karpińska-Kopiec. Na awersie widnieją zwierzęta łowne ziemi miasteckiej. Na rewersie umieszczono nominał oraz herb miasta oraz wizerunek średniowiecznego miasteckiego zbója Rummela.
Moneta pojawiła się w obrocie po raz pierwszy 20 lutego 2009. Wraz z nimi wydane zostały ulotki informacyjne i plakaty z obwieszczeniem o akcji promocyjnej. Listę miejsc honorujących dukaty umieszczono w Punkcie Informacji Turystycznej oraz na stronie internetowej miasta, wymienione miejsca oznaczono również naklejkami Tu honorujemy rummele.
Przewidziano wydanie całego cyklu monet ze zwierzyną miasteckich lasów. Oprócz dzika i lisa na dukatach pojawią się jeszcze: w 2010 rummele z kaczkami i sarnami, w 2011 z danielami i bażantami, natomiast w 2012 z borsukami i zającami.